# Живетьева, Любовь Петровна
Любовь Петровна Живетьева (10 июня 1941 — 20 мая 2014) — советский работник сельского хозяйства, главный зоотехник-селекционер госплемзавода «Первомайский» Татарского района Новосибирской области, Герой Социалистического Труда (1990).

## Биография
В 1962 г. окончила Куйбышевский сельскохозяйственный техникум по отделению зоотехники, в 1973 г. — заочное отделение Новосибирского сельскохозяйственного института.
После окончания техникума работала главным зоотехником колхоза «Пламя труда» Усть-Таркского района Новосибирской области.
С 1964 г. — зоотехник, с 1968 г. — главный зоотехник-селекционер госплемзавода «Первомайский» Татарского района Новосибирской области; В 1979 г. по собственной инициативе возглавила отстающую ферму, где за счет подрядного метода и применения современных технологий ей удалось значительно повысить производительность дойного стада и среднесуточного привеса молодняка.
Избиралась депутатом Новосибирского областного совета народных депутатов, делегатом XIX партийной конференции КПСС.
С 1997 г. на пенсии.

## Награды и звания
Герой Социалистического Труда. Награждена орденами Ленина, Трудового Красного Знамени, медалями.
Заслуженный зоотехник РСФСР, почетный гражданин Татарского района Новосибирской облсати.